# Natação nos Jogos da Commonwealth de 2006
A natação nos Jogos da Commonwealth de 2006 foi realizado em Melbourne, na Austrália, entre 16 e 21 de março. No total 43 eventos foram disputados no Melbourne Sports and Aquatics Centre, incluindo quatro para atletas com deficiência (EAD).

## Medalhistas
Masculino
| Evento               | Ouro | Prata                                                                    | Bronze                                                                                    |
| 50 metros livre      | Roland Schoeman RSA África do Sul | Brent Hayden CAN Canadá                                                  | Brett Hawke AUS Austrália                                                                 |
| 50 metros livre EAD  | Matthew Cowdrey AUS Austrália | Benoît Huot CAN Canadá                                                   | Matt Walker ENG Inglaterra                                                                |
| 100 metros livre     | Simon Burnett ENG Inglaterra | Ryk Neethling RSA África do Sul                                          | Roland Schoeman RSA África do Sul                                                         |
| 100 metros livre EAD | Matthew Cowdrey AUS Austrália | Benoît Huot CAN Canadá                                                   | David Roberts WAL País de Gales                                                           |
| 200 metros livre     | Ross Davenport ENG Inglaterra | Simon Burnett ENG Inglaterra                                             | Brent Hayden CAN Canadá                                                                   |
| 400 metros livre     | David Carry SCO Escócia | Andrew Hurd CAN Canadá                                                   | David Davies WAL País de Gales                                                            |
| 1500 metros livre    | David Davies WAL País de Gales | Andrew Hurd CAN Canadá                                                   | Troyden Prinsloo RSA África do Sul                                                        |
| 4x100 metros livre   | Gerhard Zandberg Lyndon Ferns Roland Schoeman Ryk Neethling RSA África do Sul                                                         | Ashley Callus Brett Hawke Eamon Sullivan Michael Klim AUS Austrália      | Brent Hayden Colin Russell Matthew Rose Yannick Lupien CAN Canadá                         |
| 4x200 metros livre   | Alexander Scotcher Dean Milwain Ross Davenport Simon Burnett ENG Inglaterra                                                           | Andrew Hunter David Carry Euan Dale Robert Renwick SCO Escócia           | Andrew Mewing Joshua Krogh Kenrick Monk Nicholas Ffrost AUS Austrália                     |
| 50 metros costas     | Matthew Clay ENG Inglaterra | Liam Tancock ENG Inglaterra                                              | Johannes Zandberg RSA África do Sul                                                       |
| 100 metros costas    | Liam Tancock ENG Inglaterra | Matthew Welsh AUS Austrália                                              | Gregor Tait SCO Escócia                                                                   |
| 200 metros costas    | Gregor Tait SCO Escócia | Johannes Du Rand RSA África do Sul                                       | Cameron Gibson NZL Nova Zelândia                                                          |
| 50 metros peito      | Christopher Cook ENG Inglaterra | Darren Mew ENG Inglaterra                                                | Brenton Rickard AUS Austrália                                                             |
| 100 metros peito     | Christopher Cook ENG Inglaterra | James Gibson ENG Inglaterra                                              | Brenton Rickard AUS Austrália                                                             |
| 200 metros peito     | Mike Brown CAN Canadá | Brenton Rickard AUS Austrália                                            | Jim Piper AUS Austrália                                                                   |
| 50 metros borboleta  | Roland Schoeman RSA África do Sul | Matthew Welsh AUS Austrália                                              | Michael Klim AUS Austrália                                                                |
| 100 metros borboleta | Ryan Pini PNG Papua-Nova Guiné | Michael Klim AUS Austrália                                               | Moss Burmester NZL Nova Zelândia                                                          |
| 200 metros borboleta | Moss Burmester NZL Nova Zelândia | Travis Nederpelt AUS Austrália                                           | Joshua Krogh AUS Austrália                                                                |
| 200 metros medley    | Gregor Tait SCO Escócia | Dean Kent NZL Nova Zelândia                                              | Brian Johns CAN Canadá                                                                    |
| 400 metros medley    | David Carry SCO Escócia | Euan Dale SCO Escócia                                                    | Travis Nederpelt AUS Austrália                                                            |
| 4x100 metros medley  | Matt Welsh Brenton Rickard Michael Klim Eamon Sullivan Andrew Lauterstein* Christian Sprenger* Adam Pine* Kenrick Monk* AUS Austrália | Liam Tancock Christopher Cook Matthew Bowe Ross Davenport ENG Inglaterra | Gregor Tait Todd Cooper Craig Houston Kristopher Gilchrist Christopher Jones* SCO Escócia |

* Participaram apenas das eliminatórias.
Feminino
| Evento               | Ouro                                                                      | Prata                                                                        | Bronze                                                                          |
| 50 metros livre      | Libby Lenton AUS Austrália                                                | Jodie Henry AUS Austrália                                                    | Alice Mills AUS Austrália                                                       |
| 50 metros livre EAD  | Natalie du Toit RSA África do Sul                                         | Anne Polinario CAN Canadá                                                    | Annabelle Williams AUS Austrália                                                |
| 100 metros livre     | Libby Lenton AUS Austrália                                                | Jodie Henry AUS Austrália                                                    | Alice Mills AUS Austrália                                                       |
| 100 metros livre EAD | Natalie du Toit RSA África do Sul                                         | Valérie Grand'Maison CAN Canadá                                              | Anne Polinario CAN Canadá                                                       |
| 200 metros livre     | Caitlin McClatchey SCO Escócia                                            | Libby Lenton AUS Austrália                                                   | Melanie Marshall ENG Inglaterra                                                 |
| 400 metros livre     | Caitlin McClatchey SCO Escócia                                            | Joanne Jackson ENG Inglaterra                                                | Bronte Barratt AUS Austrália                                                    |
| 800 metros livre     | Rebecca Cooke ENG Inglaterra                                              | Melissa Gorman AUS Austrália                                                 | Brittany Reimer CAN Canadá                                                      |
| 4x100 metros livre   | Alice Mills Jodie Henry Libby Lenton Shayne Reese AUS Austrália           | Rosalind Brett Amy Smith Francesca Halsall Melanie Marshall ENG Inglaterra   | Erica Morningstar Geneviève Saumur Sophie Simard Victoria Poon CAN Canadá       |
| 4x200 metros livre   | Bronte Barratt Kelly Stubbins Linda Mackenzie Libby Lenton AUS Austrália  | Terri Dunning Melanie Marshall Kate Haywood Francesca Halsall ENG Inglaterra | Alison Fitch Helen Norfolk Lauren Boyle Melissa Ingram NZL Nova Zelândia        |
| 50 metros costas     | Sophie Edington AUS Austrália                                             | Giaan Rooney AUS Austrália                                                   | Tayliah Zimmer AUS Austrália                                                    |
| 100 metros costas    | Sophie Edington AUS Austrália                                             | Giaan Rooney AUS Austrália                                                   | Melanie Marshall ENG Inglaterra                                                 |
| 200 metros costas    | Joanna Fargus AUS Austrália                                               | Melanie Marshall ENG Inglaterra                                              | Hannah McLean NZL Nova Zelândia                                                 |
| 50 metros peito      | Leisel Jones AUS Austrália                                                | Jade Edmistone AUS Austrália                                                 | Tarnee White AUS Austrália                                                      |
| 100 metros peito     | Leisel Jones AUS Austrália                                                | Jade Edmistone AUS Austrália                                                 | Kirsty Balfour SCO Escócia                                                      |
| 200 metros peito     | Leisel Jones AUS Austrália                                                | Kirsty Balfour SCO Escócia                                                   | Suzaan van Biljon RSA África do Sul                                             |
| 50 metros borboleta  | Danni Miatke AUS Austrália                                                | Jessicah Schipper AUS Austrália                                              | Alice Mills AUS Austrália Lize-Mari Retief RSA África do Sul                    |
| 100 metros borboleta | Jessicah Schipper AUS Austrália                                           | Libby Lenton AUS Austrália                                                   | Audrey Lacroix CAN Canadá                                                       |
| 200 metros borboleta | Jessicah Schipper AUS Austrália                                           | Felicity Galvez AUS Austrália                                                | Terri Dunning ENG Inglaterra                                                    |
| 200 metros medley    | Stephanie Rice AUS Austrália                                              | Brooke Hanson AUS Austrália                                                  | Lara Carroll AUS Austrália                                                      |
| 400 metros medley    | Stephanie Rice AUS Austrália                                              | Rebecca Cooke ENG Inglaterra                                                 | Jennifer Reilly AUS Austrália                                                   |
| 4x100 metros medley  | Jessicah Schipper Leisel Jones Libby Lenton Sophie Edington AUS Austrália | Francesca Halsall Kate Haywood Melanie Marshall Terri Dunning ENG Inglaterra | Audrey Lacroix Erica Morningstar Kelly Stefanyshyn Lauren van Oosten CAN Canadá |

## Quadro de medalhas
Oito delegações conquistaram medalhas:
| Ordem | País             | Medalha de ouro | Medalha de prata | Medalha de bronze | Total |
| ----- | ---------------- | --------------- | ---------------- | ----------------- | ----- |
| 1     | Austrália        | 19              | 18               | 17                | 54    |
| 2     | Inglaterra       | 8               | 11               | 4                 | 23    |
| 3     | Escócia          | 6               | 3                | 3                 | 12    |
| 4     | África do Sul    | 5               | 2                | 5                 | 12    |
| 5     | Canadá           | 1               | 7                | 8                 | 16    |
| 6     | Nova Zelândia    | 1               | 1                | 4                 | 6     |
| 7     | País de Gales    | 1               |                  | 2                 | 3     |
| 8     | Papua-Nova Guiné | 1               |                  |                   | 1     |
| TOTAL | TOTAL            | 42              | 42               | 43                | 127   |